# Chicha (boisson)
Pour les articles homonymes, voir Chicha.
Ne doit pas être confondu avec Chicha morada ou Chicha de uva.

La chicha, ak'a en quechua, est une boisson andine que l'on trouve notamment en Équateur, Pérou, Bolivie, Venezuela et en Colombie.
Elle est préparée à base de maïs, d'arachides (mani), de manioc (yuca) ou encore de riz (arroz) auxquels on ajoute des fruits. La fermentation peut durer de quelques jours à deux mois. La chicha peut alors être très « suave » (peu d'alcool) ou très forte. Le terme « chicha » définit également des boissons réalisées à partir des mêmes végétaux, mais non fermentés.

## Types de préparation

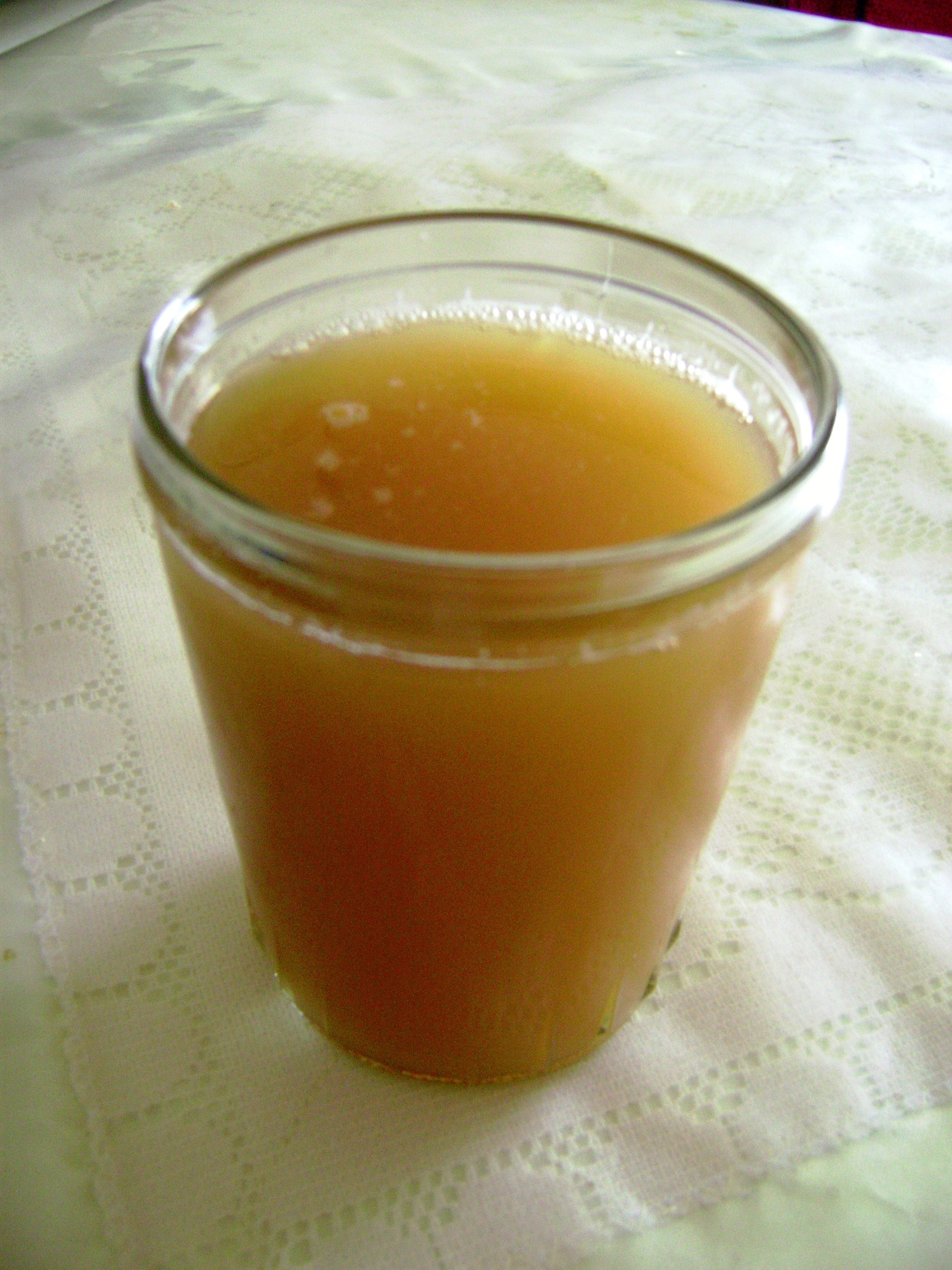
Chicha de Jora

Une autre variété de chicha, la chicha morada, est préparée à base de maïs violet foncé, destiné aussi à la fabrication de la mazamorra morada. Elle ressemble alors à un jus de fruits et est servie lors des fêtes avec des morceaux d'ananas, du jus de citron, de la cannelle et du clou de girofle.
La tradition veut que la chicha ait été découverte lors d'inondations qui auraient eu lieu près d'entrepôts, gâchant ainsi la récolte de maïs en provoquant une germination et donc un maltage partiel. Les Incas refusèrent alors de jeter le maïs et préférèrent goûter la boisson obtenue.
Dans certaines tribus indiennes d'Amazonie, le manioc est préparé par mastication ; la chicha peut alors contenir une certaine quantité de salive. Parfois on crache directement dans la cuve de macération (la salive permet de provoquer ou d'accélérer la saccharification). On l'appelle alors masato.
La chicha avec alcool est un type de bière qui peut se consommer dans des lieux nommés chicharas ou chicharias, ou encore chicheria.
On dit que la meilleure chicha de Bolivie se trouve dans la Valle Alto, dans la province de Punata. Dans ce cas, elle est fermentée à la chaleur d'un feu que l'on allume en dessous de la cuve (depuis longtemps, le procédé ne requiert plus la mastication du maïs pour la fermentation). Elle se boit dans un tutumi (qui est une sorte de bol fait avec la coque d'un fruit tropical), et s'achète au litre ou au seau.
Georges Simenon en décrit les effets dans Quartier nègre.
La chicha est aussi, en Patagonie chilienne, et spécialement à Chiloé, une boisson fermentée à base de pommes râpées.